# SV Niloc
SV Niloc (voluit: Nederlands Instituut Lichamelijke Opvoedkunde Club) was een Nederlandse handbalvereniging in Nederland.
De vereniging Niloc veroverde gedurende het bestaan in totaal 13 landstitels bij de mannen (2x in de zaal en 11x op het veld) en 11 landstitels bij de vrouwen (7x in de zaal en 4x op het veld) en tot 1984 was de club met 300 leden steevast de grootste handbalvereniging van Nederland. Anno 1991 waren dit er nog 60 leden. De laatste reddingspoging was om te gaan fuseren met Risdam Zebras, een afdelingsclub uit Hoorn, leidde tot niks. De vereniging ging in de jaren negentig failliet.
Niloc werd in de jaren zeventig en tachtig gesponsord door de Amsterdamse Melkcentrale, waardoor de vereniging ook bekend stond als AMC/Niloc.

## Europees handbal

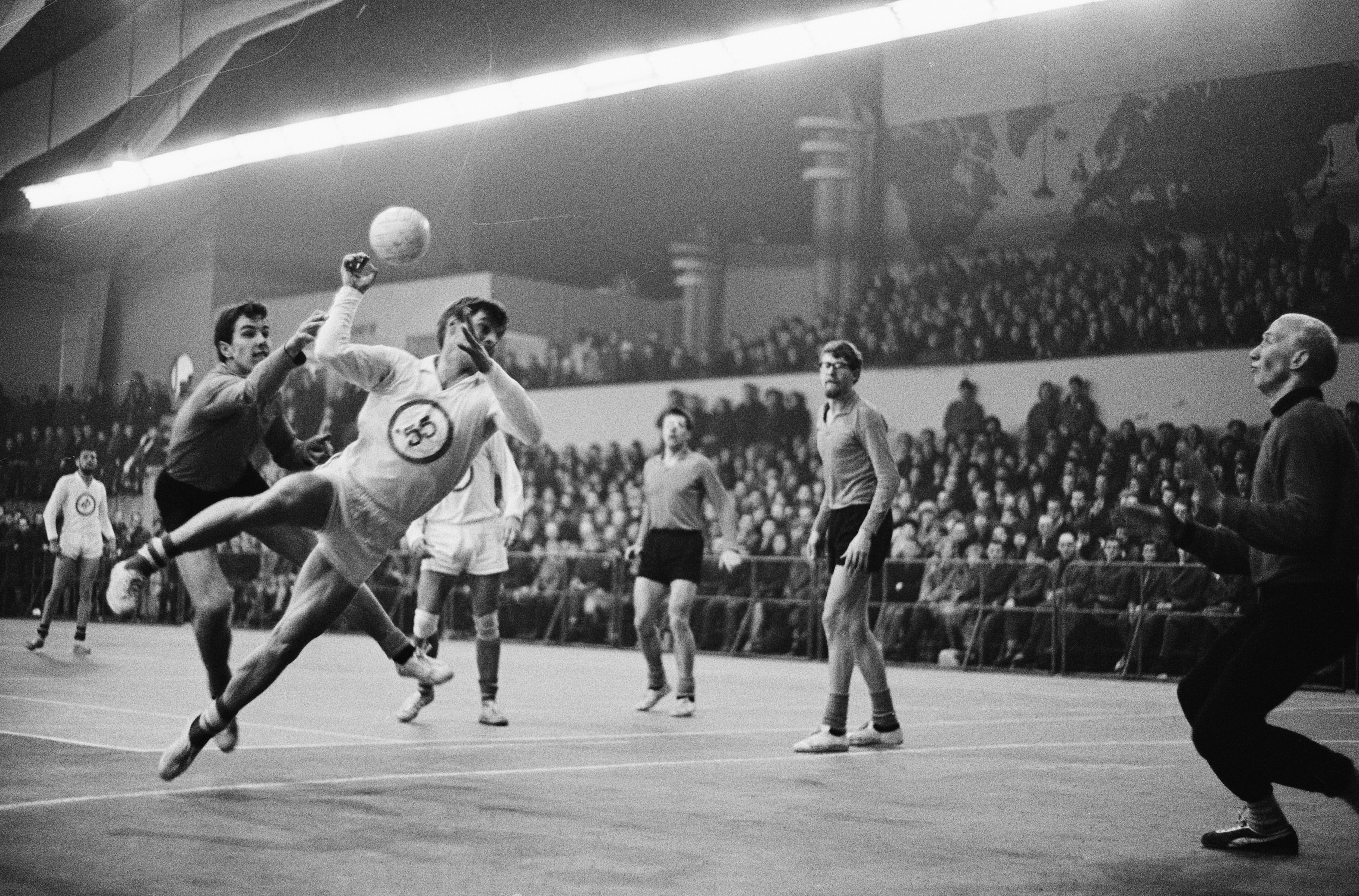
Operatie '55 tegen Niloc 11-10, aanval Operatie, in donker shirt Peter Verhaar (N).

### Heren
| Seizoen | League        | Ronde          | Thuisteam | Stand 1 | Totaal  | Stand 2 | Uit team  |
| ------- | ------------- | -------------- | --------- | ------- | ------- | ------- | --------- |
| 1961/62 | Champions Cup | 1e ronde       | Niloc     |         | 27 - 10 |         | Fola Esch |
| 1961/62 | Champions Cup | Achtste finale | BSV Bern  |         | 24 - 17 |         | Niloc     |

### Dames
| Seizoen | League        | Ronde          | Thuisteam        | Stand 1 | Totaal  | Stand 2 | Uit team        |
| ------- | ------------- | -------------- | ---------------- | ------- | ------- | ------- | --------------- |
| 1962/63 | Champions Cup | Achtste finale | Niloc            | 08 - 6  | 14 - 13 | 06 - 7  | US d`Ivry Paris |
| 1962/63 | Champions Cup | Kwartfinale    | Fredriksberg     | 17 - 7  | 42 - 17 | 25 - 10 | Niloc           |
| 1971/72 | Champions Cup | Achtste finale | Niloc            | 07 - 7  | 14 - 13 | 07 - 6  | FIF             |
| 1971/72 | Champions Cup | Kwartfinale    | Niloc            | 09 - 11 | 12 - 20 | 03 - 9  | Baconi Veszprem |
| 1972/73 | Champions Cup | Achtste finale | Maccabi Harazim  | 05 - 28 | ?? - ?? | ?? - ?? | Niloc           |
| 1972/73 | Champions Cup | Kwartfinale    | Plastika Nitra   | 10 - 8  | 14 - 19 | 04 - 11 | Niloc           |
| 1972/73 | Champions Cup | Halve finale   | Spartak Kiev     | 25 - 12 | 30 - 17 | 15 - 5  | Niloc           |
| 1882/83 | IHF Cup       | Achtste finale | Avanti Lebbeke   | 05 - 19 | 12 - 37 | 06 - 18 | Niloc           |
| 1882/83 | IHF Cup       | Kwartfinale    | Baconi Veszprem  | 20 - 16 | 43 - 37 | 23 - 21 | Niloc           |
| 1983/84 | Champions Cup | Achtste finale | Radnicki Beograd | 32 - 14 | 48 - 40 | 16 - 26 | Niloc           |
| 1984/85 | Champions Cup | 1e ronde       | HBC Bascharage   | 11 - 25 | 19 - 53 | 08 - 28 | Niloc           |
| 1984/85 | Champions Cup | Achtste finale | Niloc            | 20 - 23 | 44 - 54 | 24 - 31 | VIF G. Dimitrov |

## Erelijst

### Heren
| Nationaal               |     |                                                                  |
| Landskampioenschap      | 2x  | 1959/60, 1960/61                                                 |
| Landskampioenschap veld | 11x | 1933, 1934, 1935, 1936, 1937, 1939, 1942, 1944, 1960, 1962, 1963 |

### Dames
| Nationaal               |    |                                                               |
| Landskampioenschap      | 7x | 1955/56, 1961/62, 1967/68, 1970/71, 1971/72, 1982/83, 1983/84 |
| Bekerwinnaar            | 2x | 1982/83, 1983/84                                              |
| Landskampioenschap veld | 4x | 1963, 1966, 1969, 1970                                        |

AHC '31 · Aristos · DSG · Only Friends · VOC · U.S. · SV Vriendschap · Westsite 